# I'm Never Giving Up
Chansons représentant le Royaume-Uni au Concours Eurovision de la chanson
One Step Further
(1982) Love Games
(1984)
I'm Never Giving Up est la chanson du trio britannique Sweet Dreams qui représente le Royaume-Uni au Concours Eurovision de la chanson 1983 à Munich, en Allemagne de l'Ouest.

## Eurovision 1983
La chanson est présentée en 1983 à la suite d'une sélection interne.
Elle participe directement à la finale du Concours Eurovision de la chanson 1983, le 23 avril 1983, le Royaume-Uni faisant partie du "Big 5".